# Bruixa frígia
La bruixa frígia(Psilocybe semilanceata) és un bolet que pertany al grup dels cama-secs de bruixa. És conegut per les seues propietats al·lucinògenes, conegut també com a "bolets màgics", encara que la majoria d'espècies del gènere no contenen alcaloides al·lucinògens. La psilocina i la psilocibina són els composts al·lucinògens responsables dels efectes psicoactius de moltes espècies del gènere.
El gènere pot tenir altres noms com: bolets màgics, bolets sagrats, liberty caps (EUA: barrets de la llibertat), teonanacatl (Mèxic: carn de deu), nti-si-tho (mazatecs: que germina), bolets dels somnis, bolets al·lucinògens.

## Història
El culte als bolets màgics prové de l'època precolombina. Van ser les expedicions espanyoles del segle xvi, les quals trobaren les primeres indicacions sobre l'ús d'aquests bolets per les tribus índies de Mèxic meridional, sobretot a les regions zapotèque, nàhuatl i otomis.
Bernardino de Sahagún, Motolinia, Francisco Hernández, Jacinto de la Serna havien remarcat el poder narcòtic i embriagant dels teonanacatl.
Es van descobrir estàtues de pedra, amb formes de bolets, a Guatemala, El Salvador i a Mèxic meridional, les quals poden ser del període que va entre 2.000 aC i el 900 de l'era cristiana. Aquestes figures estan formades per un barret hemisfèric amb forma de Psilocybe, i un peu robust amb una esfinx humana o animal. Eren emprades en cerimònies consagrades en què consumien els bolets al·lucinògens.
Fou R. Wasson, qui després d'haver-hi assistit a una cerimònia, inicia l'estudi dels bolets màgics. L'experiència viscuda la narra a l'article "A la recerca del fong màgic". El seu col·laborador Robert Heim aconsegueix cultivar amb èxit exemplars de Psilocybe. I Albert Hoffman, descobridor del LSD, aïlla i sintetitza els alcaloides indòlics, psilocibina i psilocina, responsables dels efectes psicoactius dels bolets mexicans.
Actualment se sap que s'han emprat pràcticament a tot el món (Índia, Algèria, Europa medieval) per la presència en motius artístics.

## Descripció morfològica
El barret és campanulat amb un diàmetre entre 0,5-1cm. De color marró, forma cònica, amb un petit mugró a la punta. Amb marge estriat, viscós quan és humit. El peu fa 2-3 mm de diàmetre amb una longitud entre 6-10 cm;  les espècies al·lucinògenes poden identificar-se pel fet que el seu peu es tenyeix de blau quan es rasca. Color pàl·lid de groguenc a marró. És ondulat i dur, amb un petit anell fosc. Les làmines adherents, no separables, són marró púrpura. Les espores són marrons amb forma el·lipsoidal.

## Distribució
A la península ibèrica és abundant en la Serra de Guadarrama, País Basc, Navarra, Catalunya. Creix de forma dispersa i en grups, en llocs on hi hagi herba i sòls rics en matèria orgànica, especialment si han estat abonats amb femtes d'ovella o cabra.

## Composició
Els compostos psicoactius de Psilocybe són la psilocibina i psilocina. Es tracta de derivats de la triptamina substituïts en posició 4 amb propietats al·lucinògenes semblants a las del LSD. Són alcaloides de la família de les indolalquilamines.
La psilocibina (O-fosforil-4-hidroxi-N,N-dimetiltriptamina) és un profàrmac inactiu, que s'hidrolitza en pH àcid a l'estómac en fosfat i psilocina (4-hidroxi-N,N-dimetiltriptamina), el principi fisiològicament actiu.
S'han aïllat dos compostos més, anàlegs de la psilocibina, anomenats baeocistina i norbaeocistina.

## Part tòxica
Tots els bolets contenen els alcaloides. El percentatge de cadascun és variable depenent fonamentalment de l'espècie que es tracti i de les condicions particulars en què es desenvolupi.

## Usos i propietats
Emprats amb finalitats mítiques, religioses i màgiques, rituals d'iniciació i fins curatius per xamans, patges i sacerdots des de temps immemorables.
Poden fumar-se, però l'efecte es redueix molt.
20-40 exemplars efecte lleuger. 50-100 exemplars efecte intens.
No són tòxics però el seu ús reiterat produeix tolerància.

## Farmacologia
La psilocibina i psilacina són variants de la triptamina, un alcaloide molt similar al neurotransmissor serotonina. Aquesta és la responsable de la percepció sensorial, la regulació de temperatura i l'inici del repòs nocturn. La psilocibina competeix en eficàcia amb la serotonina en la seva unió amb les localitzacions sinàptiques.
Els efectes fisiològics acostumen a ser comuns, mentre que els efectes psíquics varien molt d'una persona a una altra.
La psilocibina és una substància molt poc tòxica que el cos assimila sense dificultat i té un alt marge de seguretat. Fins a 70 vegades la dosis activa mínima (2mg).
Dosis superiors a 5 mg indueixen efectes enteogènics. Mitja hora després de la seva ingestió, una vegada la psilocibina es desfosforila a psilocina, poden desencadenar-se il·lusions visuals, disfòria, eufòria i una sensació vertiginosa. Una masticació perllongada pot disminuir aquest interval de temps. Altres símptomes sistèmics inclouen rubefacció cutània i facial, taquicàrdia, augment de la temperatura corporal i hipertensió arterial. La duració dels efectes psicodèlics és de tres a sis hores. A dosis elevades pot observar-se un efecte pseudoatropínic, que produeix sequedat a la boca, retenció vesical i un augment en la intensitat de les al·lucinacions.
El tractament de la intoxicació és simptomàtic s'empren les benzodiazepines per tractar els efectes anticolinèrgics.
No es coneix dosi letal per l'ésser humà, ni s'han descrit fenòmens de dependència física o psíquica o enverinament.

## Espècies relacionades
- Inocybe geophylla
- Psilocybe mexicana
- Psilocybe pelliculosa
- Psilocybe cubensis